# Henri Gance
Henri Gance (17 de março de 1888 - 29 de novembro de 1983, em Paris) foi um halterofilista francês.
Nos Jogos Olímpicos de Antuérpia 1920, ele ganhou a medalha de ouro na categoria até 75 kg, com uma marca de 245 kg.